# محمد أمين باشا الدوادار
محمد أمين باشا الدوادار (بالتركية: Divitdar Mehmed Emin Paşa)‏ كان الصدر الأعظم للدولة العثمانية في الفترة ما بين 9 يناير 1750 حتى 1 يوليو 1752. تُوفي في سنة 1753 بمدينة القاهرة بعد أن ولَّاه السلطان على مصر.